# Cantone di Catus
Il Cantone di Catus era una divisione amministrativa dell'arrondissement di Cahors.
È stato soppresso a seguito della riforma complessiva dei cantoni del 2014, che è entrata in vigore con le elezioni dipartimentali del 2015.
Comprendeva i comuni di:
- Boissières
- Calamane
- Catus
- Crayssac
- Francoulès
- Gigouzac
- Les Junies
- Labastide-du-Vert
- Lherm
- Maxou
- Mechmont
- Montgesty
- Nuzéjouls
- Pontcirq
- Saint-Denis-Catus
- Saint-Médard
- Saint-Pierre-Lafeuille